# 里耶兹
里耶兹（法語：Riez，法語發音：[ʁiˈjɛs]），法国东南部市镇，位于普罗旺斯-阿尔卑斯-蓝色海岸大区上普罗旺斯阿尔卑斯省，隶属于福卡尔基耶区，其市镇面积为40平方公里，2022年1月1日时人口数量为1,625人，在法国市镇中排名第6,501位（2021年）。
里耶兹位于上普罗旺斯阿尔卑斯省南部偏西，迪涅前阿尔卑斯山的一处河谷内，是一个区域性的中心城市，多个方向的公路在此交汇。

## 地名来源
“Riez”一名最初可能以“Reiorum”的形式出现，该名称可能与古典时期一个名叫“Reii”的高卢部落有关。
里耶兹所在区域历史上曾通行奥克语普罗旺斯方言，“Riez”在奥克语OpenstreetMap中对应拼写为“Riés”。

## 历史

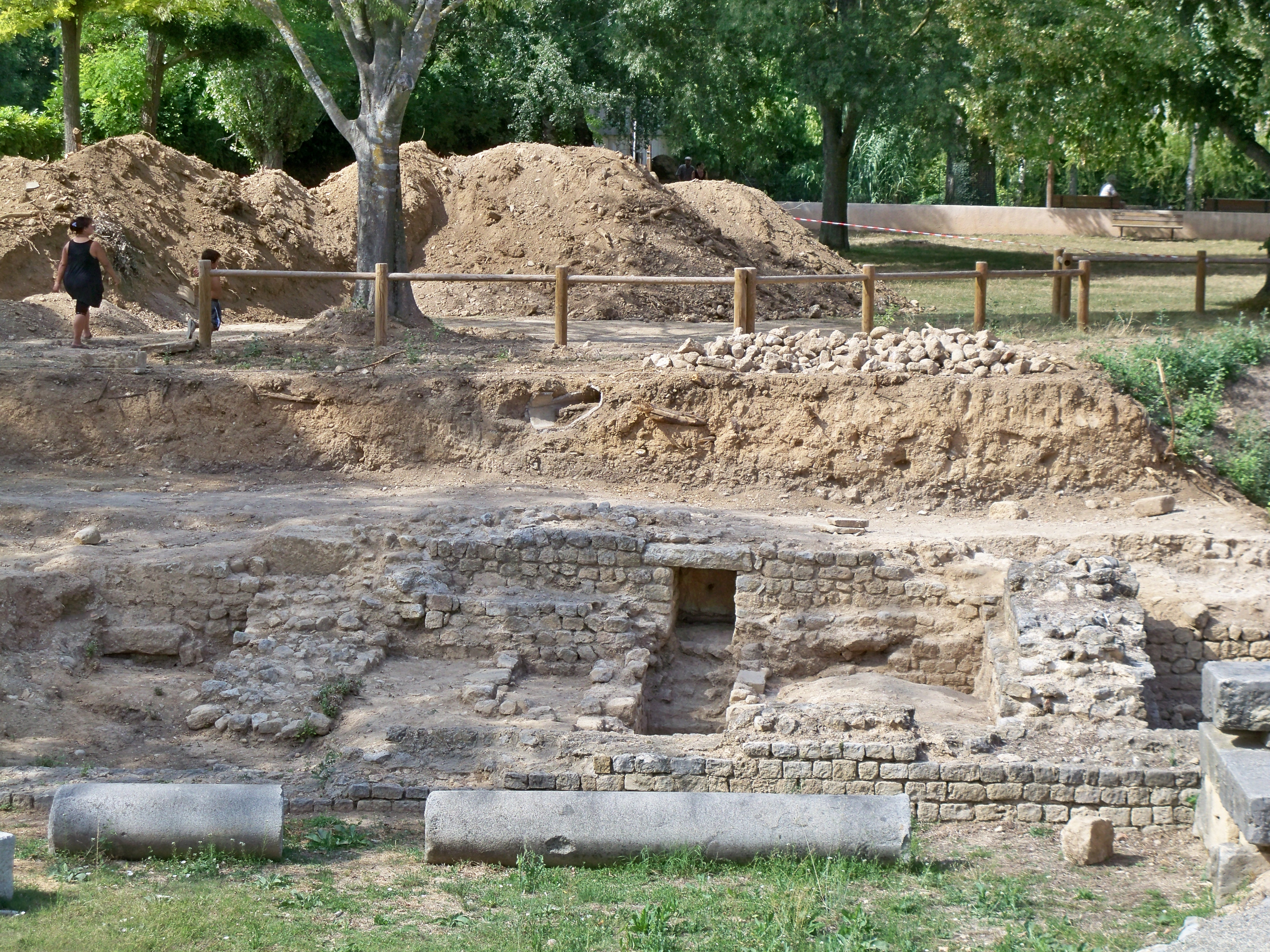
一处古罗马建筑遗址

里耶兹的早期历史尚不清楚，该地有多处古罗马时期的建筑遗迹。根据当地官方网站的论述，里耶兹在古典时期曾为Reii部落的主要活动范围，罗马人入侵后该地成为纳博讷高卢行省的一部分。公元五世纪时，里耶兹境内相继建成了洗礼堂及圣母教堂。中世纪初，里耶兹东北部的山地开始出现建筑，其顶端兴建了一处城堡并成为一座主教宫。公元十二世纪时，里耶兹得到扩张，其城墙于十四世纪建成。法国大革命后，当地的教会组织被强制关闭，里耶兹成为下普罗旺斯省（1970年更名为“上普罗旺斯阿尔卑斯省”）的一个市镇，并自1793年起成为里耶兹县的县治。十九世纪时，里耶兹人口数量有所下降。二十世纪中后期，得益于旅游业的发展，里耶兹人口数量略有增加。

## 地理

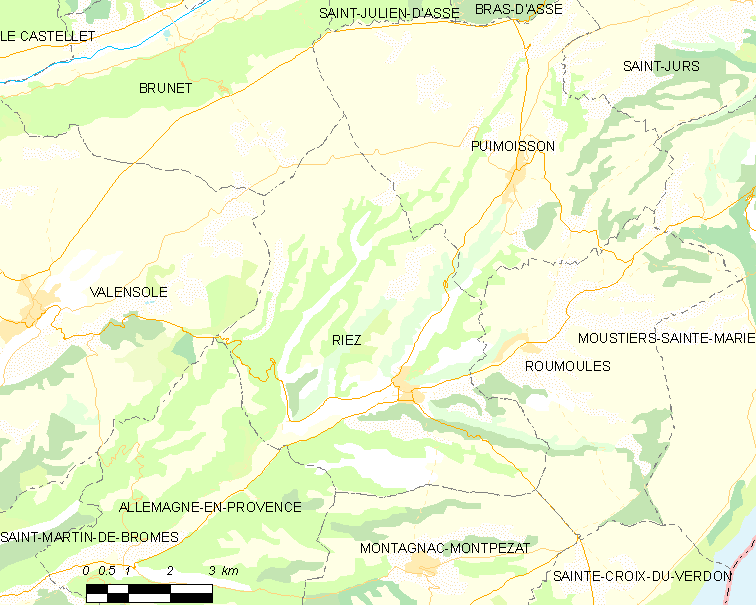
里耶兹市镇范围地图

里耶兹位于法国东南部，普罗旺斯-阿尔卑斯-蓝色海岸大区中部和上普罗旺斯阿尔卑斯省西部，距离省会迪涅莱班大约40公里。与里耶兹接壤的市镇包括：普罗旺斯地区阿勒马涅、布吕内、蒙塔尼亚克-蒙珀扎、皮穆瓦松、鲁穆勒和瓦朗索勒。

### 地形
里耶兹位于阿尔卑斯山西南段，迪涅前阿尔卑斯山腹地，境内以山地为主，市镇中心位于一处河谷地带，西北、东北和南侧被山峦环绕，全境海拔在473到680米之间。

### 水文
里耶兹位于罗讷河流域范围内，科洛斯特尔河自东向西流经镇中心，其右岸支流欧韦斯特尔河（L'Auvestre）在此与其交汇。

### 植被
里耶兹属于温带阔叶混交林区，是韦尔东自然保护区的组成部分，林地多分布于河流附近及坡地地带。
在鲜花城市的评比中，里耶兹暂未被评级。

### 气候
里耶兹在柯本气候分类法中属于带有山地特征的地中海气候（Csb）。
距离里耶兹最近的常年气象站位于瓦朗索勒境内，以下为该气象站的数据（其中日照数据取自阿努堡-圣欧邦气象站）：
| 瓦朗索勒 1981年－2019年 | 瓦朗索勒 1981年－2019年 | 瓦朗索勒 1981年－2019年 | 瓦朗索勒 1981年－2019年 | 瓦朗索勒 1981年－2019年 | 瓦朗索勒 1981年－2019年 | 瓦朗索勒 1981年－2019年 | 瓦朗索勒 1981年－2019年 | 瓦朗索勒 1981年－2019年 | 瓦朗索勒 1981年－2019年 | 瓦朗索勒 1981年－2019年 | 瓦朗索勒 1981年－2019年 | 瓦朗索勒 1981年－2019年 | 瓦朗索勒 1981年－2019年 |
| 月份                    | 1月                     | 2月                     | 3月                     | 4月                     | 5月                     | 6月                     | 7月                     | 8月                     | 9月                     | 10月                    | 11月                    | 12月                    | 全年                    |
| ----------------------- | ----------------------- | ----------------------- | ----------------------- | ----------------------- | ----------------------- | ----------------------- | ----------------------- | ----------------------- | ----------------------- | ----------------------- | ----------------------- | ----------------------- | ----------------------- |
| 历史最高温 °C（°F）     | 21.5 (70.7)             | 20.4 (68.7)             | 25.3 (77.5)             | 27.8 (82.0)             | 32.3 (90.1)             | 37 (99)                 | 36.5 (97.7)             | 37.5 (99.5)             | 32.6 (90.7)             | 29.3 (84.7)             | 21.5 (70.7)             | 18.9 (66.0)             | 37.5 (99.5)             |
| 平均高温 °C（°F）       | 9.3 (48.7)              | 11 (52)                 | 14.4 (57.9)             | 17.1 (62.8)             | 21.9 (71.4)             | 26.8 (80.2)             | 29.7 (85.5)             | 29 (84)                 | 23.7 (74.7)             | 19 (66)                 | 12.6 (54.7)             | 9.2 (48.6)              | 18.6 (65.5)             |
| 日均气温 °C（°F）       | 5.1 (41.2)              | 6 (43)                  | 8.8 (47.8)              | 11.4 (52.5)             | 15.8 (60.4)             | 20 (68)                 | 22.6 (72.7)             | 22.2 (72.0)             | 17.8 (64.0)             | 14 (57)                 | 8.5 (47.3)              | 5.3 (41.5)              | 13.1 (55.6)             |
| 平均低温 °C（°F）       | 0.9 (33.6)              | 0.9 (33.6)              | 3.1 (37.6)              | 5.6 (42.1)              | 9.7 (49.5)              | 13.2 (55.8)             | 15.5 (59.9)             | 15.5 (59.9)             | 11.8 (53.2)             | 9 (48)                  | 4.3 (39.7)              | 1.5 (34.7)              | 7.6 (45.7)              |
| 历史最低温 °C（°F）     | −6.8 (19.8)             | −10 (14)                | −8.1 (17.4)             | −3.4 (25.9)             | 0.5 (32.9)              | 5.7 (42.3)              | 8.7 (47.7)              | 8.9 (48.0)              | 3.2 (37.8)              | −0.9 (30.4)             | −6.2 (20.8)             | −9.3 (15.3)             | −10 (14)                |
| 平均降水量 mm（）       | 43.1 (1.70)             | 36 (1.4)                | 38.9 (1.53)             | 64.1 (2.52)             | 62 (2.4)                | 51.8 (2.04)             | 30.6 (1.20)             | 63.4 (2.50)             | 73 (2.9)                | 76.4 (3.01)             | 70.7 (2.78)             | 54.9 (2.16)             | 664.9 (26.18)           |
| 月均日照時數            | 170                     | 186.7                   | 231.6                   | 225.2                   | 260.5                   | 302.4                   | 343.4                   | 310.2                   | 247                     | 191.2                   | 159.2                   | 148.1                   | 2,775.5                 |
| 来源：infoclimat.fr     |                         |                         |                         |                         |                         |                         |                         |                         |                         |                         |                         |                         |                         |

## 行政区划
里耶兹的市镇编号为04166，邮政编号为04500。
在行政管理方面，里耶兹隶属于法国普罗旺斯-阿尔卑斯-蓝色海岸大区上普罗旺斯阿尔卑斯省福卡尔基耶区；在地方选举方面，里耶兹是里耶兹县的中央投票站所在地，其市镇范围全境被划入上普罗旺斯阿尔卑斯省第一选区；在社会管理方面，里耶兹是迪朗斯-吕贝龙-韦尔东城市圈公共社区的组成部分。
截至2024年12月，里耶兹市镇范围内暂无任何城市敏感街区及城市政策优先街区。
法国国家统计与经济研究所（简称“INSEE”）在进行数据统计时，未将里耶兹划入任何城市核心区（Unité urbaine）、城市区（Aire urbaine）及城市辐射区（Aire d'attraction）。此外，INSEE还将里耶兹市镇整体看作一个“块区”（IRIS），以便于统计人口分布情况。

## 交通

### 公路
上普罗旺斯阿尔卑斯省省道D6线、D11线、D952线和D953线在里耶兹境内交汇，另有D56线经过市镇范围北部。普罗旺斯-阿尔卑斯-蓝色海岸大区城际巴士（商业名称为“Zou !”）67线及下属的上普罗旺斯阿尔卑斯省的城际客运450线经停里耶兹，可通往马赛、普罗旺斯地区艾克斯、迪涅莱班、格勒诺布尔、卡斯泰拉讷等地。
2021年，49.9%的里耶兹家庭拥有至少一辆私人汽车。2023年，里耶兹境内共发生各类交通事故2起，造成2人受伤，其中1人重伤。
| 18 | 31 |

| 迪涅 | 41 |

| 瓦朗索勒 | 14 |

| 卡斯泰拉讷 | 59 |

### 铁路
距离里耶兹最近的运营中的客运铁路车站为33公里外的马诺斯克-格雷乌莱班站，该站停靠往返于马赛和加普一线的区域列车，部分班次可直通布里扬松。

### 航空
里耶兹距离马赛普罗旺斯机场的公路里程大约99公里。

### 城市公共交通
马诺斯克城市公共交通（商业名称为“Trans'Agglo”）是里耶兹所处区域的城市公共交通系统。截至2024年12月，该系统共包括十余条各类公交线路，其中公交132路经过里耶兹市区。

## 政治

### 市政内阁

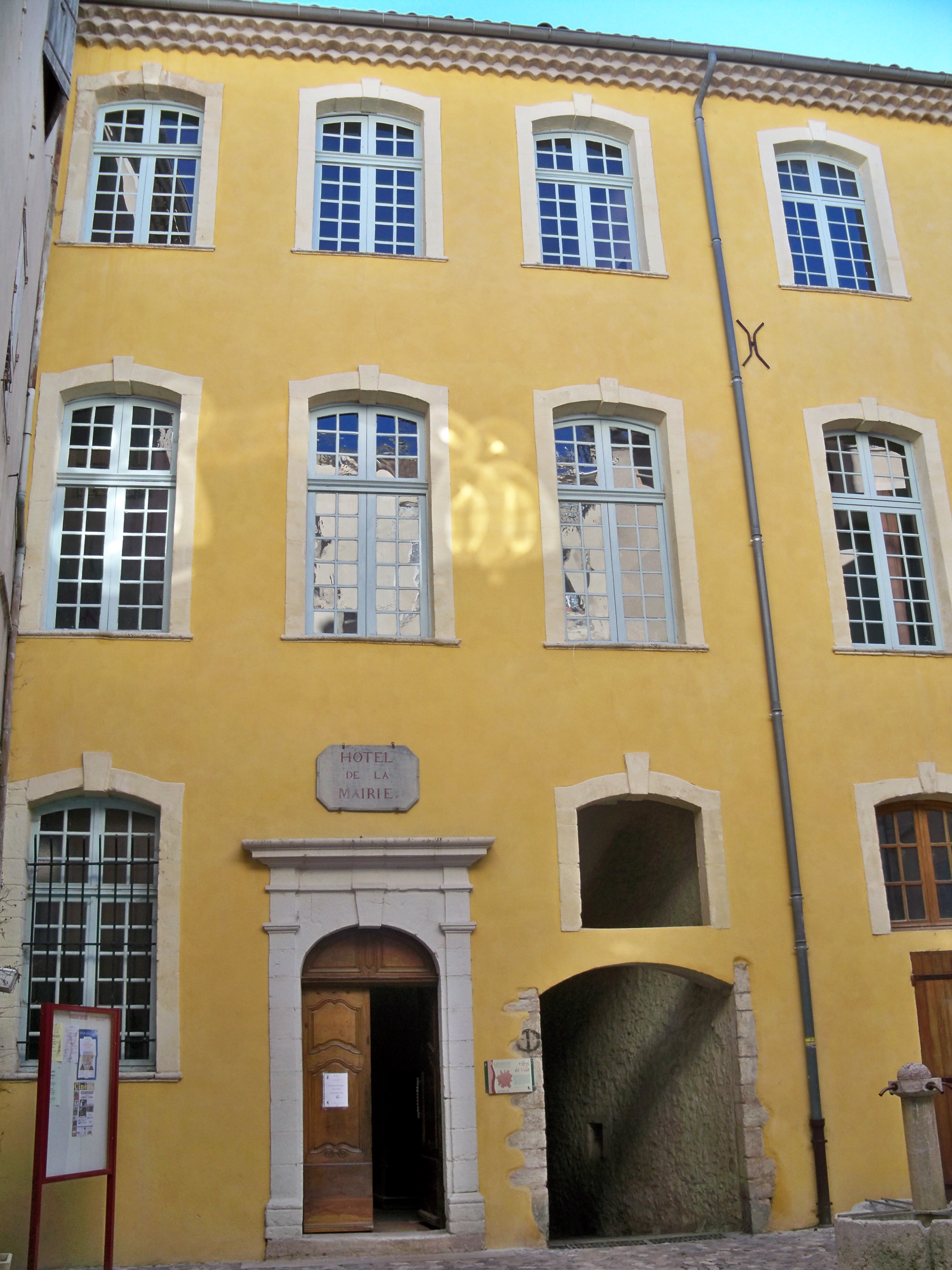
里耶兹市政厅

里耶兹的现任市长为克里斯托夫·比扬希先生（Christophe BIANCHI），他是一名右翼无党派人士，在2020年的市政选举中获得了68.12%的支持率。
| 里耶兹历届市长 | 里耶兹历届市长                       | 里耶兹历届市长    |
| 任期           | 市长                                 | 党派              |
| -------------- | ------------------------------------ | ----------------- |
| 1945年－1975年 | Maxime JAVELLY 马克西姆·雅韦利       | PS社会党          |
| 1975年－2001年 | Emile BOUTEUIL 埃米尔·布特伊         | PS社会党          |
| 2001年－2013年 | Michel ZORZAN 米歇尔·佐尔赞          | PS社会党          |
| 2013年－2014年 | Claude BONDIL 克洛德·邦迪            | PS社会党          |
| 2014年－       | Christophe BIANCHI 克里斯托夫·比扬希 | DVD右翼无党派人士 |

### 各级选举
| 里耶兹历届投票选举结果 | 里耶兹历届投票选举结果         | 里耶兹历届投票选举结果 | 里耶兹历届投票选举结果 | 里耶兹历届投票选举结果      | 里耶兹历届投票选举结果 | 里耶兹历届投票选举结果 | 里耶兹历届投票选举结果      | 里耶兹历届投票选举结果 | 里耶兹历届投票选举结果 |
| 选举项目               | 选举范围                       | 选区单位               | 选区单位内的选举结果   | 选区单位内的选举结果        | 选区单位内的选举结果   | 选区单位内的选举结果   | 选区单位内的选举结果        | 选区单位内的选举结果   | 参考资料               |
| 选举项目               | 选举范围                       | 选区单位               | 第一轮胜出者           | 第一轮胜出者                | 支持率                 | 第二轮胜出者           | 第二轮胜出者                | 支持率                 | 参考资料               |
| ---------------------- | ------------------------------ | ---------------------- | ---------------------- | --------------------------- | ---------------------- | ---------------------- | --------------------------- | ---------------------- | ---------------------- |
| 2017年法國總統選舉     | 法國                           | 市镇                   |                        | 玛丽娜·勒庞                 | 27.32%                 |                        | 埃马纽埃尔·马克龙           | 54.3%                  | [ 22 ]                 |
| 2017年法国立法选举     | 上普罗旺斯阿尔卑斯省第一选区   | 市镇                   |                        | 代尔菲娜·巴加里             | 41.82%                 |                        | 代尔菲娜·巴加里             | 61.5%                  | [ 22 ]                 |
| 2019年欧洲议会选举     | 法國                           | 市镇                   |                        | 若尔丹·巴尔代拉             | 31.22%                 | （不适用）             | （不适用）                  | （不适用）             | [ 24 ]                 |
| 2021年法国省级选举     | 上普罗旺斯阿尔卑斯省           | 县                     |                        | 埃利亚内·巴雷耶 克洛德·邦迪 | 28.92%                 |                        | 埃利亚内·巴雷耶 克洛德·邦迪 | 66.33%                 | [ 25 ] [ 26 ]          |
| 2021年法国省级选举     | 上普罗旺斯阿尔卑斯省           | 市镇                   |                        | 埃利亚内·巴雷耶 克洛德·邦迪 | 35%                    |                        | 埃利亚内·巴雷耶 克洛德·邦迪 | 66.95%                 | [ 25 ] [ 26 ]          |
| 2021年法国大区选举     | 普罗旺斯-阿尔卑斯-蔚蓝海岸大区 | 市镇                   |                        | 蒂埃里·马里亚尼             | 37.81%                 |                        | 雷诺·米瑟利耶               | 57.83%                 | [ 27 ]                 |
| 2022年法国总统选举     | 法國                           | 市镇                   |                        | 玛丽娜·勒庞                 | 30.44%                 |                        | 玛丽娜·勒庞                 | 57.01%                 | [ 22 ]                 |
| 2022年法国立法选举     | 上普罗旺斯阿尔卑斯省第一选区   | 市镇                   |                        | 克里斯蒂安·吉拉尔           | 32.14%                 |                        | 克里斯蒂安·吉拉尔           | 58.92%                 | [ 22 ]                 |
| 2024年欧洲议会选举     | 法國                           | 市镇                   |                        | 若尔丹·巴尔代拉             | 45.65%                 | （不适用）             | （不适用）                  | （不适用）             | [ 22 ]                 |
| 2024年法国立法选举     | 上普罗旺斯阿尔卑斯省第一选区   | 市镇                   |                        | 克里斯蒂安·吉拉尔           | 50.37%                 |                        | 克里斯蒂安·吉拉尔           | 62.91%                 | [ 22 ]                 |

## 人口
2021年，里耶兹市镇人口数量为1,643，在法国排名第6,501位。其中男性767人，女性876人，75岁及以上人口占15.6%，外籍人口数量为81人，人口密度为41人/平方公里，当地男性居民被称为或，女性居民被称为或。Nssces(2022)年，里耶兹境内出生9人，死亡人口38人。
| 里耶兹1901年－2021年人口变化情况 |
|                                  |
| 数据来源：Cassini、INSEE         |

## 经济
里耶兹是一个区域性的中心城市。截至2024年12月，里耶兹市镇范围内共有各类用人单位（包含自雇）513家，平均历史为20年，其中99.62%为中小型企业（PME），2024年10月至12月间，当地的经济活力指数为0。（传统餐饮）、（餐饮）及（餐饮）是当地2022年已公布营业额最高的三个企业，分别为347,489欧元、235,267欧元和217,997欧元。

## 财政与居民收入
2023年，里耶兹的财政收入总额为2,553,890欧元，财政支出总额为2,056,500欧元，当年的债务总额为581,400欧元。2023年，里耶兹市镇通过增值税获得34,280欧元的收入，此外当地还共获得了134,390欧元的国家直接财政补助。
| 里耶兹居民收入情况                               | 里耶兹居民收入情况 | 里耶兹居民收入情况    | 里耶兹居民收入情况 |
| 内容                                             | 里耶兹             | 法国                  | 统计年份           |
| ------------------------------------------------ | ------------------ | --------------------- | ------------------ |
| 征税家庭总数                                     | 820                | 1,081（法国市镇平均） | 2022年             |
| 居民平均月收入                                   | 1,918欧元          | 2,435欧元             | 2022年             |
| 高级职员人均月收入                               | 不详               | 4,331欧元             | 2021年             |
| 中级职员人均月收入                               | 不详               | 2,470欧元             | 2021年             |
| 普通职员人均月收入                               | 不详               | 1,801欧元             | 2021年             |
| 贫困率                                           | 不详               | 14.5%                 | 2020年             |
| 青壮年（15至64岁）失业率                         | 18.8%              | 7.4%                  | 2020年             |
| 征税家庭数量占比                                 | 34.2%              | 45.5%                 | 2020年             |
| 家庭年均纳税                                     | 3,385欧元          | 4,393欧元             | 2022年             |
| 资料来源：INSEE、L'Internaute、Le Journal du Net |                    |                       |                    |

## 社会事务

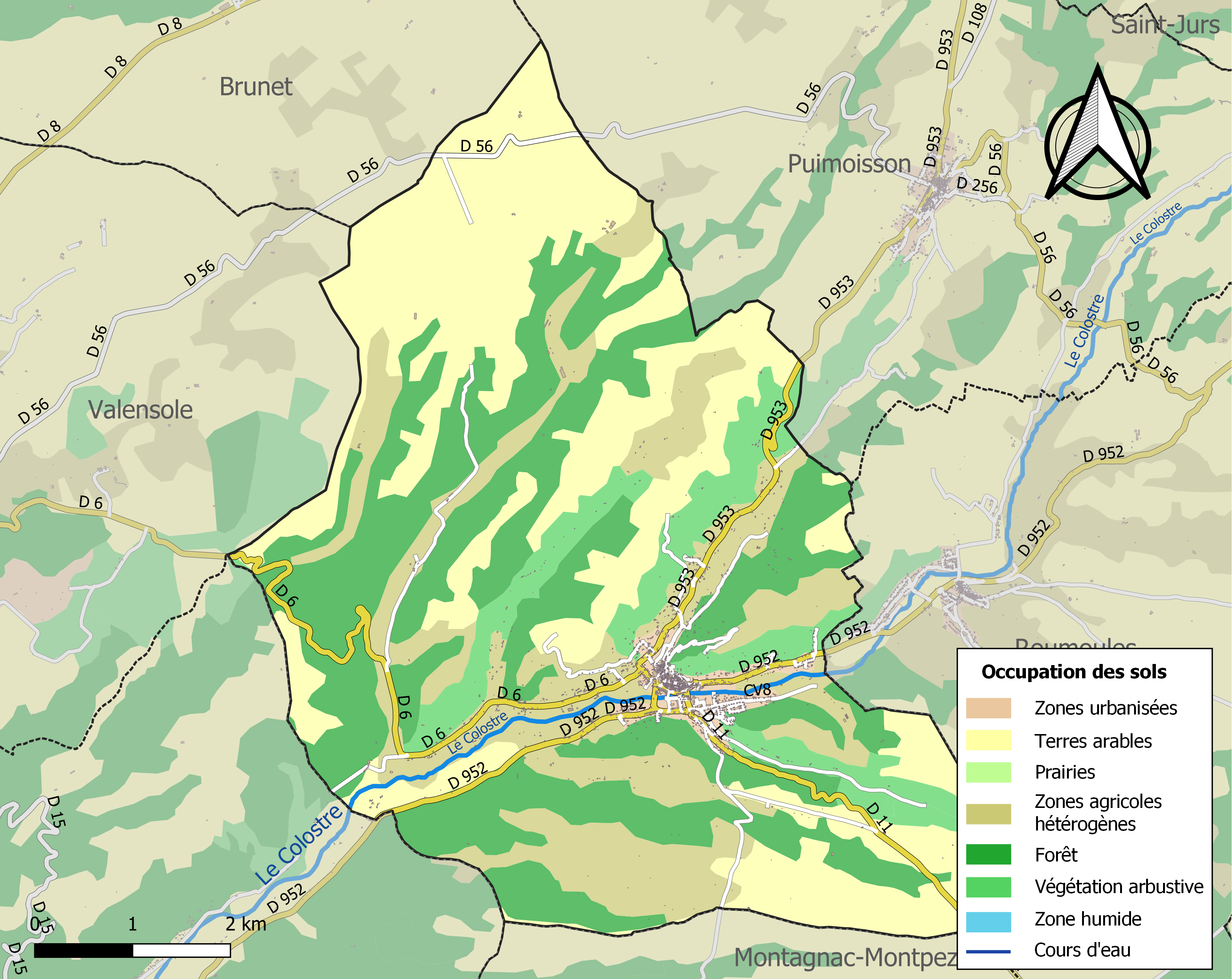
里耶兹土地利用情况地图

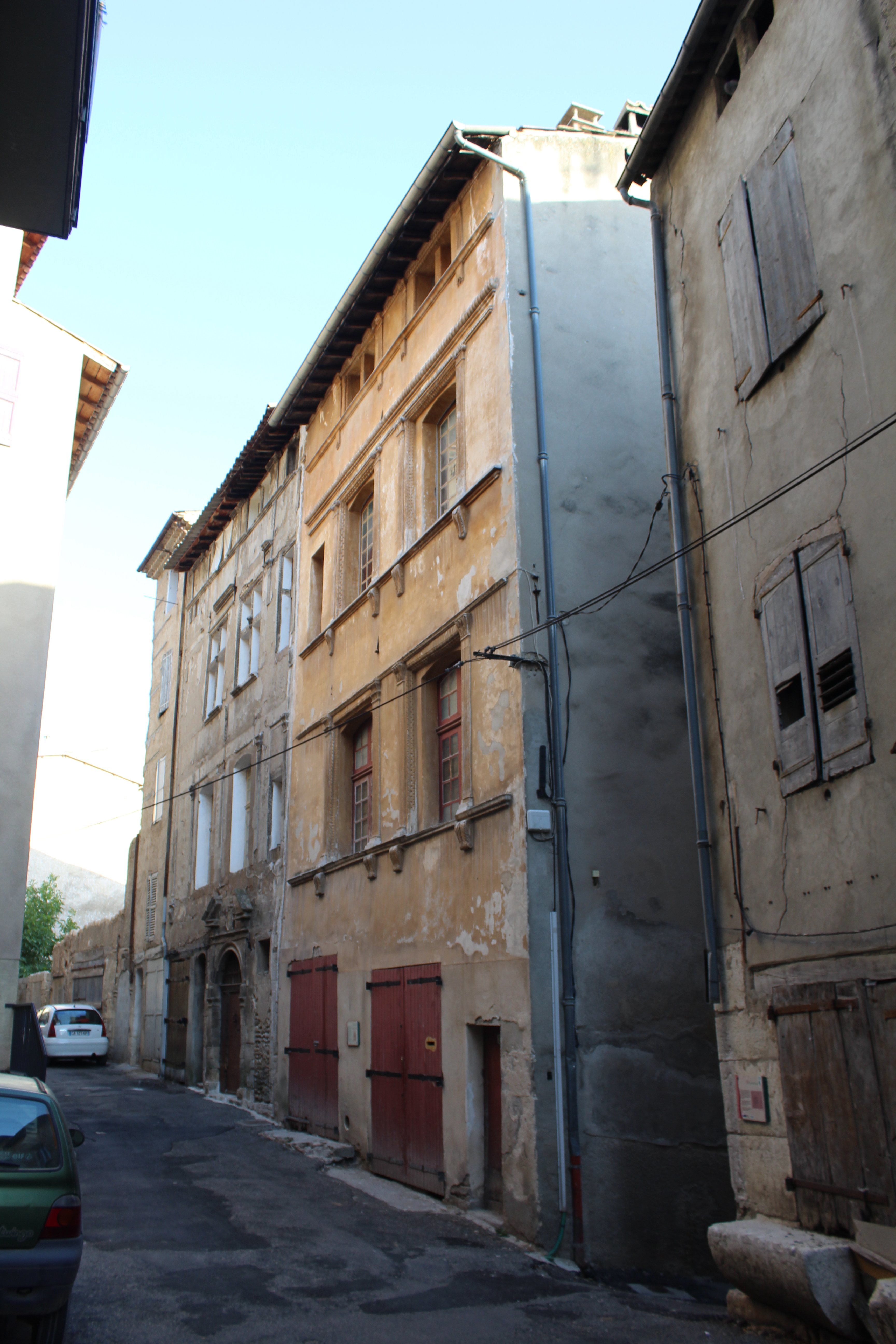
一处传统民居

### 教育
里耶兹属于艾克斯-马赛学区。截至2023年1月1日，里耶兹境内共有1所幼儿园、1所小学和1所初级中学。2022至2023学年度，里耶兹境内共有在校中等教育阶段学生294名。

### 医疗
截至2023年1月1日，里耶兹境内共有全科医生7名、保健师4名、牙医1名、护士10名和助产士1名。境内共有药房1家、养老院1家。
距离里耶兹最近的区域性医疗机构为马诺斯克市际中心医院（Centre Hospitalier Intercommunal de Manosque），其主病区路易·拉法利医院（Hôpital Louis Raffalli）位于马诺斯克市区，距离里耶兹市区的正常车程大约35分钟，该院设有床位210个；此外该机构还在里耶兹市区设有吕米埃医院（Hôpital Lumière），该院设有床位115个。

### 住房
2021年，里耶兹境内共有各类住房1,400套，其中66.6%为独立式住宅，32.4%为集中式住宅。常住房屋占里耶兹市镇范围内居民建筑总量的60.6%。
在住房保障政策方面，2023年，里耶兹境内共有370户家庭获得了家庭津贴补助，受益人数占总人口数量的22.5%，其中180份为房租补助。

### 商业
2021年，里耶兹境内共有各类实体商铺92家，其中餐厅20家、大型超市1家、杂货店2家、面包房5家、肉铺2家、书店1家、装饰品店1家、银行门店4家、美容美发店4家、汽车维修店4家。里耶兹镇中心北部建有一家Intermarché超市。

### 体育
2023年，里耶兹境内共有1处网球场、1处马术场、1处足球或橄榄球场以及1处篮球或排球场。
截至2024年12月，里耶兹县体育会（U.S. Canton Riezois，编号581889）是里耶兹境内唯一的一家注册足球俱乐部，其主场为石柱球场（Stade des Colonnes）。

### 环境
里耶兹的环境事务由其所属的迪朗斯-吕贝龙-韦尔东城市圈公共社区联合各级政府协调负责。2021年，里耶兹境内暂无污染企业。

### 治安
2021年，里耶兹市镇范围内共有1处宪兵队。
2023年，里耶兹市镇范围内累计记录各类案件77起，其中盗窃类案件32起，人身侵犯类案件19起，毒品交易类案件4起。

## 文化
2023年，里耶兹境内共有1家博物馆。里耶兹境内建有多媒体中心（Médiathèque）。

### 建筑
里耶兹境内有多处历史建筑，其中里耶兹洗礼堂、艾吉耶尔城门、圣马克西姆小教堂等为法国国家文物保护单位，里耶兹圣母升天教堂亦是当地的一处地标性建筑物。

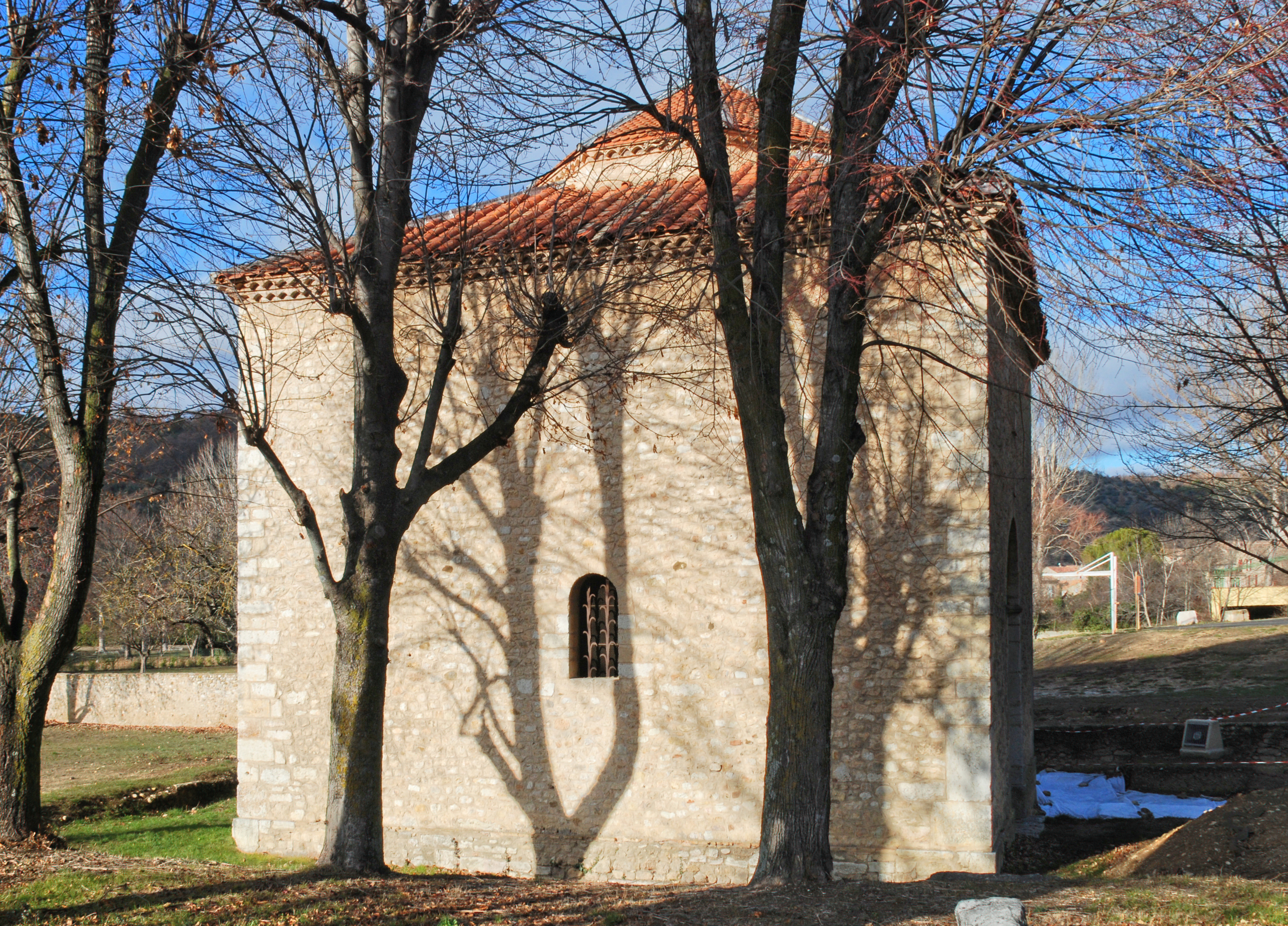
里耶兹洗礼堂（法语：Baptistère de Riez）
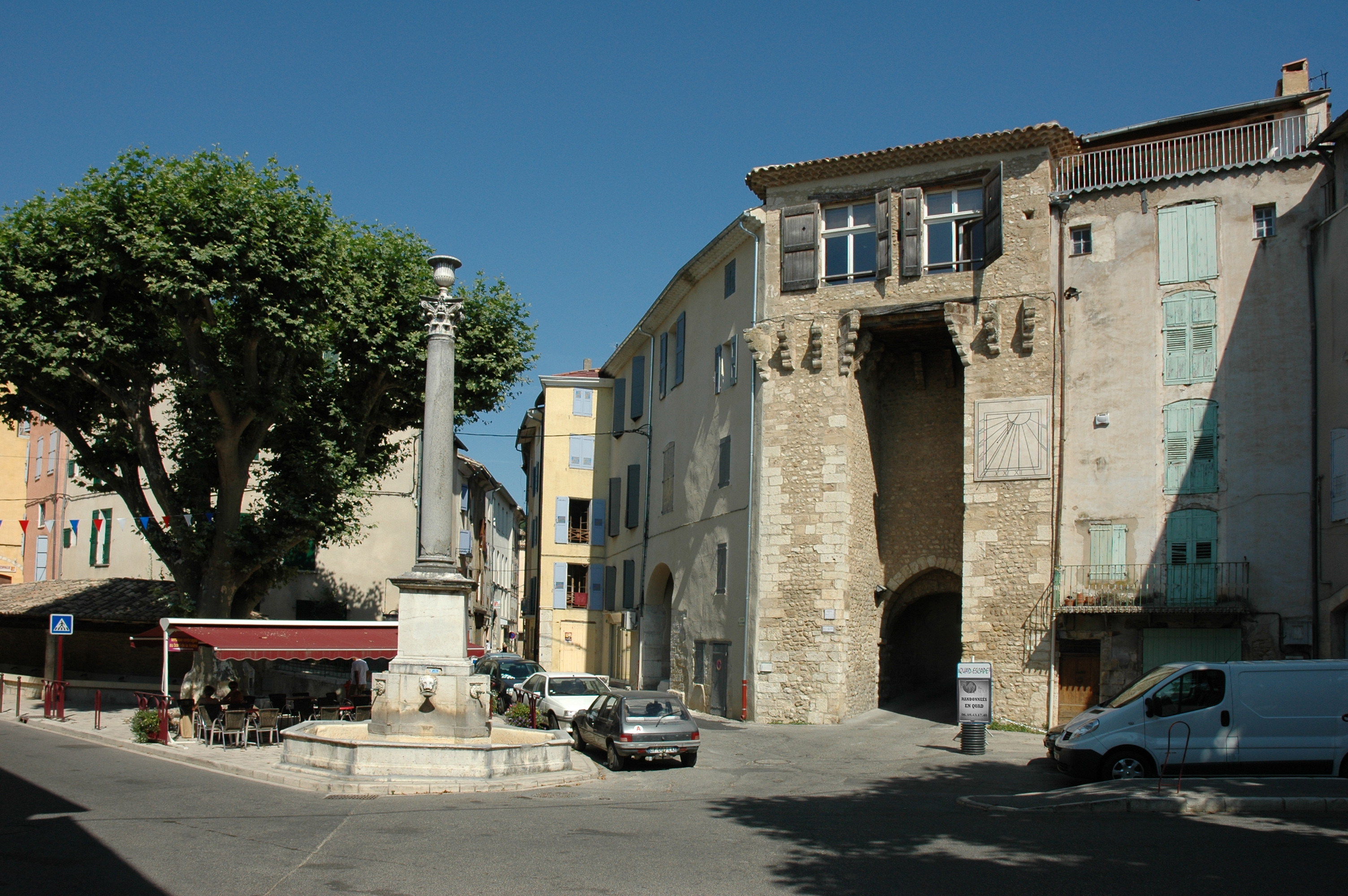
艾吉耶尔城门（法语：Porte d'Ayguières）
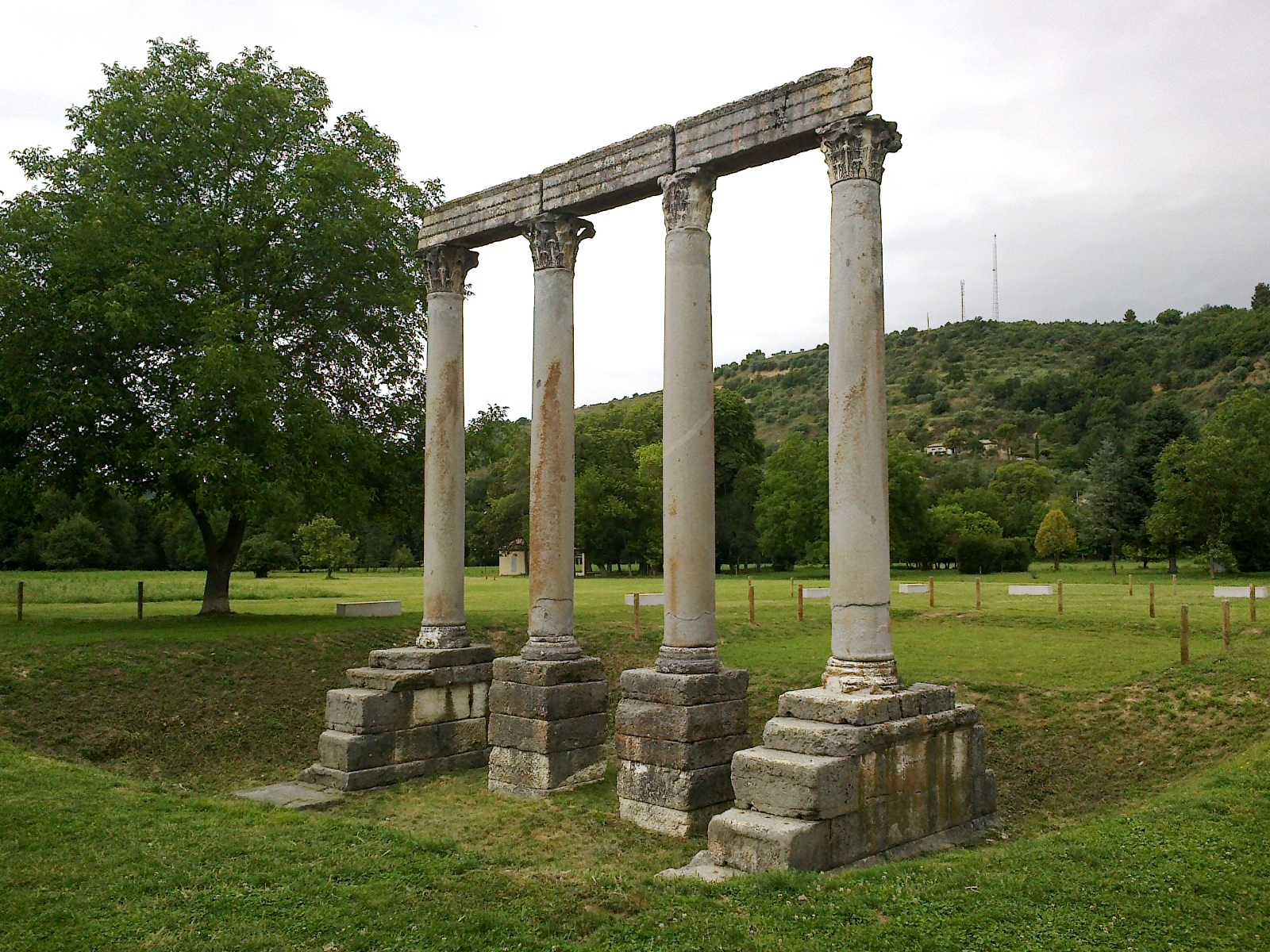
神庙柱（法语：Colonnes de Riez）
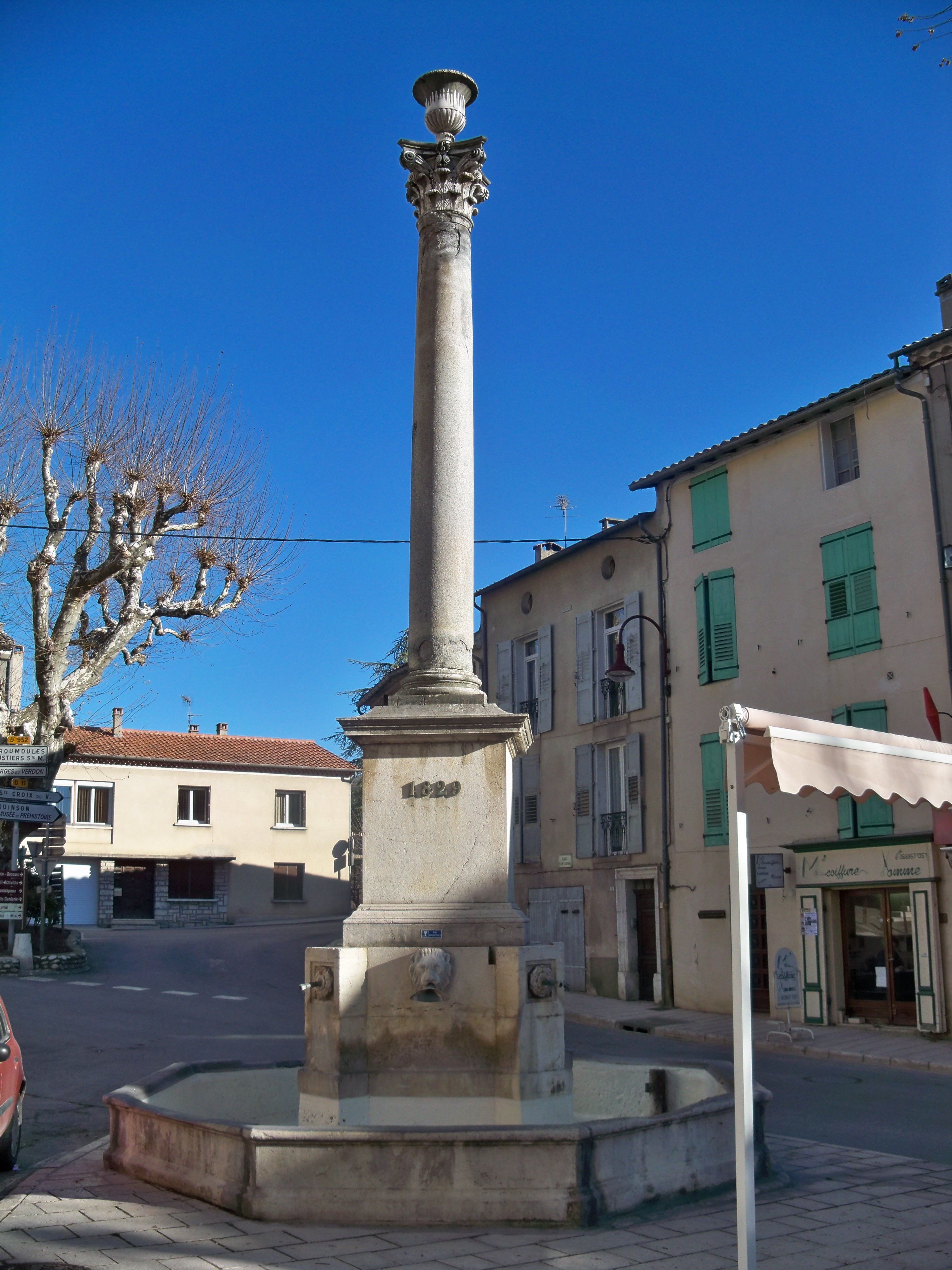
神庙喷泉
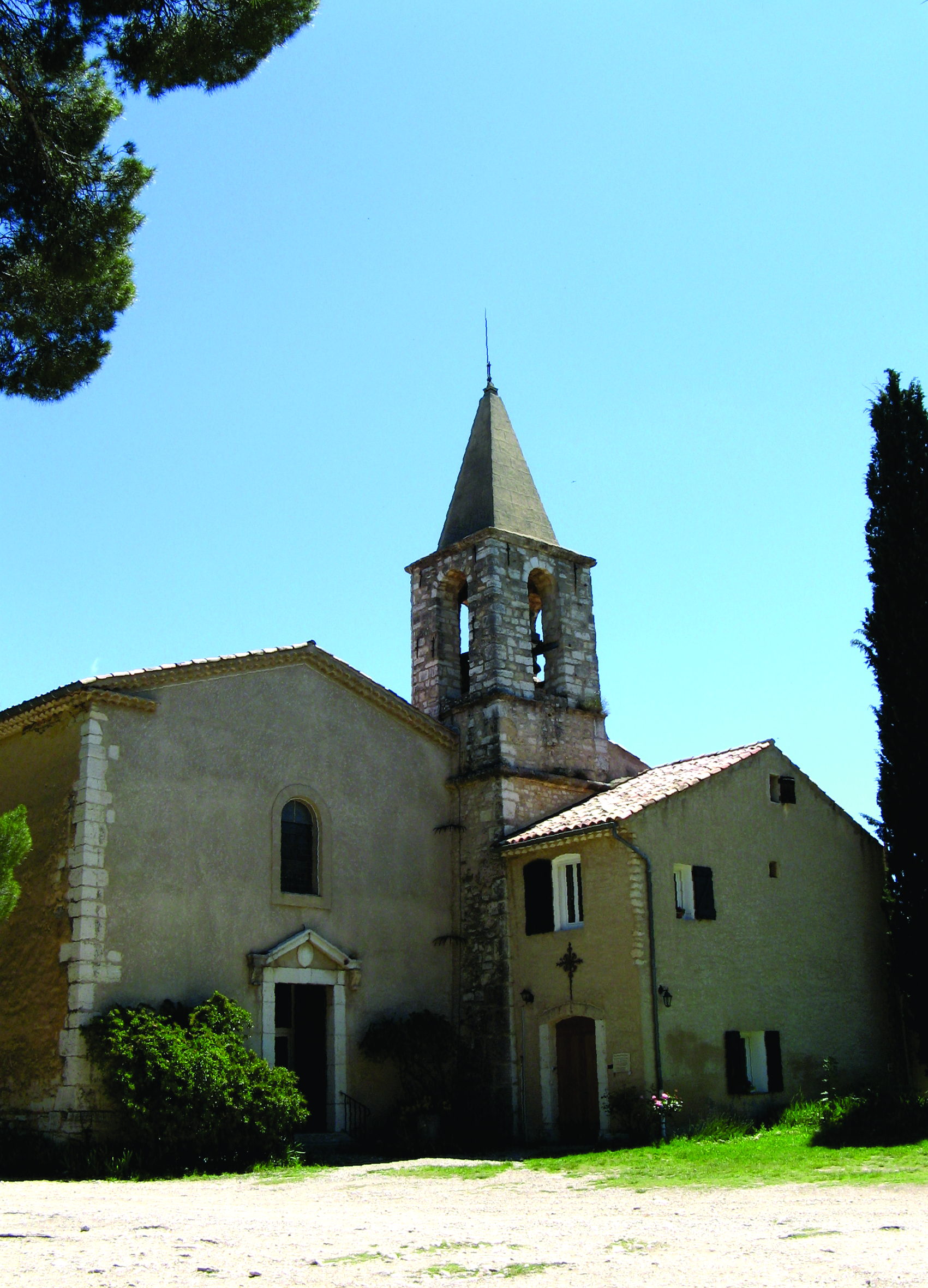
圣马克西姆小教堂（法语：Chapelle Saint-Maxime de Riez）
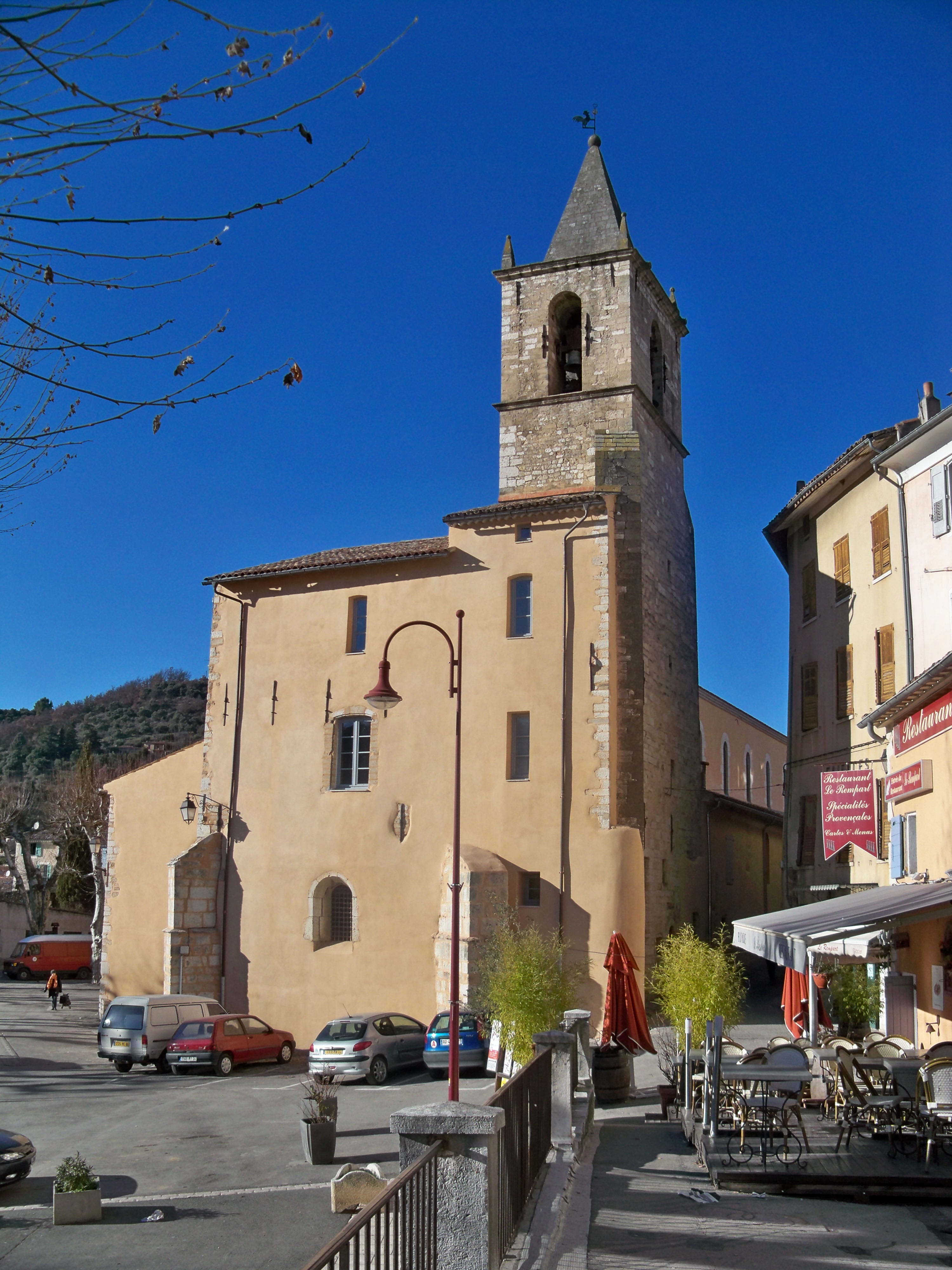
圣母升天大教堂
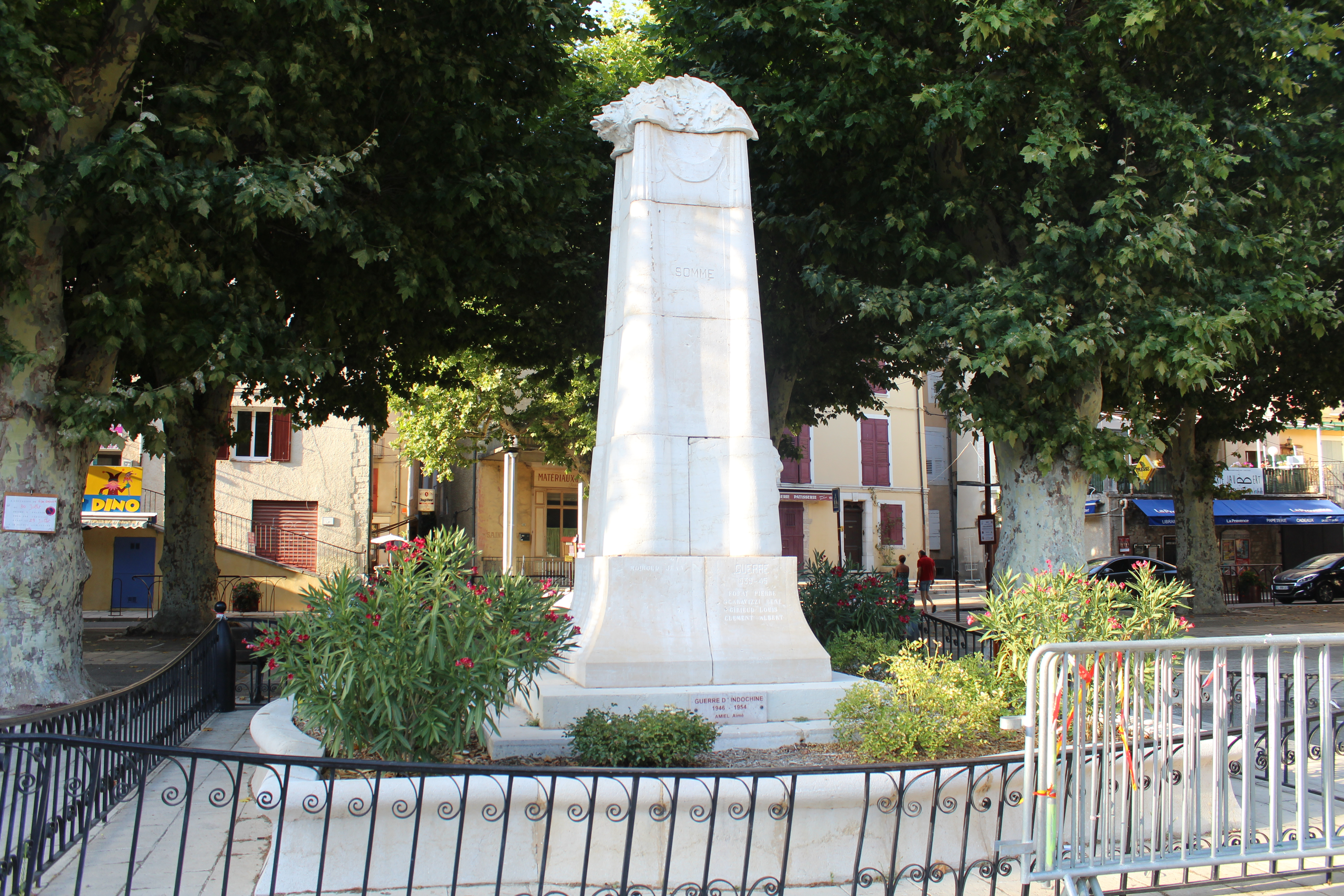
烈士纪念碑

### 旅游
里耶兹的旅游事务由其所属的迪朗斯-吕贝龙-韦尔东城市圈公共社区联合各级政府协调负责。2024年，里耶兹境内共有1家酒店共计30间房间；另有1个露营地，可容纳共78辆露营车。

### 媒体
法国主要的媒体均可在里耶兹接收，法国电视三台下属的普罗旺斯-阿尔卑斯-蓝色海岸大区频道在部分时段播出里耶兹所在上普罗旺斯阿尔卑斯省的地方新闻。Zinzine广播、《马赛曲日报》、《普罗旺斯报》等是当地主要的地方性媒体。

## 友好城市
截至2024年12月，里耶兹共与一座城市建立了友好城市关系：
- 義大利 马利亚诺阿尔菲耶里